# Samia mindanaensis
Samia mindanaensis är en fjärilsart som beskrevs av Hans Rebel 1923. Samia mindanaensis ingår i släktet Samia och familjen påfågelsspinnare. Inga underarter finns listade.